# 浦口镇 (连江县)
浦口镇是福州市连江县下辖的一个镇，位于敖江北岸入海处，面积52平方公里。下辖7个居委会和7个行政村。镇政府驻地在浦江社區。

## 行政区划
现辖：
浦江社区、浦东社区、浦丰社区、浦旗社区、浦升社区、浦乐社区、浦兴社区、塔头村、益砌村、蔗尾村、松坞村、山坑村、中麻村和官岭村。